# Aston Martin DB11
De Aston Martin DB11 is een Gran Turismo, geproduceerd door de Britse luxeauto-fabrikant Aston Martin sinds 2016. De wagen debuteerde op het Autosalon van Genève in maart 2016 als opvolger van de DB9. Het is het eerste model dat werd geïntroduceerd in het 'tweede-eeuws' plan van Aston Martin en de eerste auto die werd geïntroduceerd sinds de samenwerking met Daimler AG.

## Ontwerp
De DB11 is ontworpen onder leiding van Marek Reichman, chef van de ontwerpstudio van Aston Martin. Het gaat verder met de traditie van het ontwerp gericht op 1:3 verhoudingen en bevat een aantal nieuwe en unieke ontwerpkenmerken, waaronder nieuwe aluminium dakbogen, verkrijgbaar in zwart of in carrosseriekleur, die de indruk van een zwevend dak geven. Verder is de DB11 voorzien van verborgen ventilatieopeningen in de kenmerkende zijranden om de lift aan de voorkant te verminderen en een "Aeroblade"-spoiler die lucht aan de onderkant van elke C-stijl via een gleuf naar achter kanaliseert waardoor neerwaartse kracht geleverd wordt zonder de lijnen van de wagen te verpesten.
De motorkap gebruikt een 'clamshell'-ontwerp en bestaat uit een enkel stuk aluminium. De DB11 is niet gebaseerd op het oudere Aston Martin VH-platform maar gebruikt een geheel nieuw geklonken en gelijmd aluminiumplatform (waarbij de focus verschuift van extrusie naar persen om meer cockpitruimte te creëren) dat ook toekomstige Aston Martin-modellen, waaronder de Vantage, zou ondersteunen.

## Productie
Tijdens de première van de DB11-coupé werden meer dan 1.400 auto's besteld. De productie begon officieel op 28 september 2016 met een basisprijs van GB £ 154.900.

## Ontvangst
De recensies in de automobielpers waren overweldigend positief, inclusief uitspraken als "het is een mooie manier om achter 600 pk te zitten" van Car and Driver. Matt Prior van Autocar beloonde de DB11 met een perfecte vijfsterrenscore in zijn recensie en schreef: "Als er een GT-auto met een beter chassis is, heb ik er niet mee gereden." Jack Rix van Top Gear Magazine was ook positief in zijn recensie waarin stond: "Een solide start van een toekomstige portfolio die zal worden bezaaid met flitsendere en snellere leden dan deze, maar geen enkele die zo geschikt is om elke dag van te genieten, waar je ook heen gaat."
Autojournalist Jeremy Clarkson citeerde: "Als je ooit in Parijs bent, op een feestje om 3 uur 's nachts, en je je plotseling herinnert dat je de volgende middag in een tennistoernooi in Monte Carlo speelt, dan is dit de auto voor de klus. Je zou het gevoel krijgen alsof je net uit het bad was gekomen. Het is niet alleen een mooi gezicht. Dit is een extreem goede auto. Fenomenaal goed. Maar er is een prijs te betalen." Hij hield niet van het interieur van de auto die hij testte.
De auto won de prestigieuze Golden Steering Wheel Award van Axel Springer die hem tot de mooiste auto van 2017 kroonde.

## Varianten

### DB11 V12
De DB11 V12 wordt aangedreven door een geheel nieuwe 5.2-liter twin-turbo V12-motor genaamd de AE31, en is daarmee de eerste seriewagen van Aston Martin met turbocompressor. De motor heeft een vermogen van 608 pk bij 6.500 tpm en 516 Nm koppel tussen 1.500 – 5.000 tpm. De auto is uitgerust met een achteraan gemonteerde achttraps automatische transmissie van ZF Friedrichshafen. De DB11 versnelt van 0-100 in 3,8 seconden en is in staat om een topsnelheid van 322 km/u te bereiken. In een wegtest uitgevoerd door Car and Driver versnelde de DB11 van 0-100 in 3,6 seconden en deed hij de kwart mijl in 11,7 seconden met een snelheid van 200 km/u.

### DB11 V8
Naast het oorspronkelijk V12-model werd in de zomer van 2017 een V8-versie geïntroduceerd. Deze versie wordt aangedreven door een vierliter Mercedes-Benz M177 twin-turbo V8-motor ontwikkeld door Mercedes-AMG, Dit resulteert in gewichtsreductie van 115 kg ten opzichte van de V12-variant en een totaal leeggewicht van 1.760 kg en een 49/51 gewichtsverdeling voor/achter, in tegenstelling tot de 51/49 van de DB11 V12. De V8-motor heeft een vermogen van 510 pk en een koppel van 498 Nm. De auto accelereert van 0-100 in vier seconden en haalt een topsnelheid van 301 km/u.

### DB11 Volante
Aston Martin heeft in 2018 een cabrioletversie van de DB11 gelanceerd, de DB11 Volante. De DB11 Volante heeft een gewichtsverdeling voor/achter van 47/53 en heeft dezelfde vierliter M177 twin-turbo V8-motor als de DB11 V8-coupé, maar met meer koppel. Aston Martin heeft aangekondigd dat ze geen plannen hebben om hun 5.2-liter AE31 twin-turbo V12-motor op de Volante te monteren, aangezien de auto al 110 kg weegt meer dan de V8-coupé dankzij de talloze chassisverstijvingscomponenten, en om de structurele integriteit van de Volante intact en stabiel te houden bij hoge snelheden.

### DB11 AMR
In mei 2018 onthulde Aston Martin de DB11 AMR, de vervanger voor de eerdere DB11 V12 die krachtiger en prestatiegerichter is dan zijn voorganger. De oorspronkelijke DB11 V12 was slechts achttien maanden in productie en er wordt aangenomen dat deze beweging grotendeels te danken was aan het feit dat de nieuwe V8 DB11 beter presteerde dan verwacht, waardoor de prestatiekloof met de V12 kleiner werd.
De DB11 AMR is enorm verbeterd ten opzichte van het vorige model, zoals een vermogenstoename tot 639 pk van zijn 5,2 liter AE31 twin-turbomotor V12-motor, herziene schakelprogrammering voor de achttraps automatische versnellingsbak voor snellere versnellingswisselingen, strakkere en stijvere achterwielophanging, verbetering in 0-100 acceleratietijd tot 3,5 seconden en een verhoogde topsnelheid van 335 km/u. Andere unieke kenmerken zijn een agressievere uitlaatdemper in Sport & Sport + modus, zwart dak, donkere interieurbekleding en nieuwe 3,5 kg lichtere, 20-inch gesmede lichtmetalen velgen.
Aston Martin produceert een beperkte serie van 100 DB11 AMR Signature Edition-auto's aan het begin van de productie met een Stirling Green-kleurstelling met Lime Green-accenten; vergelijkbaar met die van de Vantage GTE raceauto, zwarte binnenbekleding met lime groen stiksel en glanzend zwart gesmede 20-inch lichtmetalen wielen. De DB11 AMR kost GB £ 182.520 (US $ 241.000) terwijl de Signature Edition GB £ 21.963 (US $ 29.000) meer kost. De leveringen zijn gepland om te beginnen in de zomer van 2018.

## Foto's

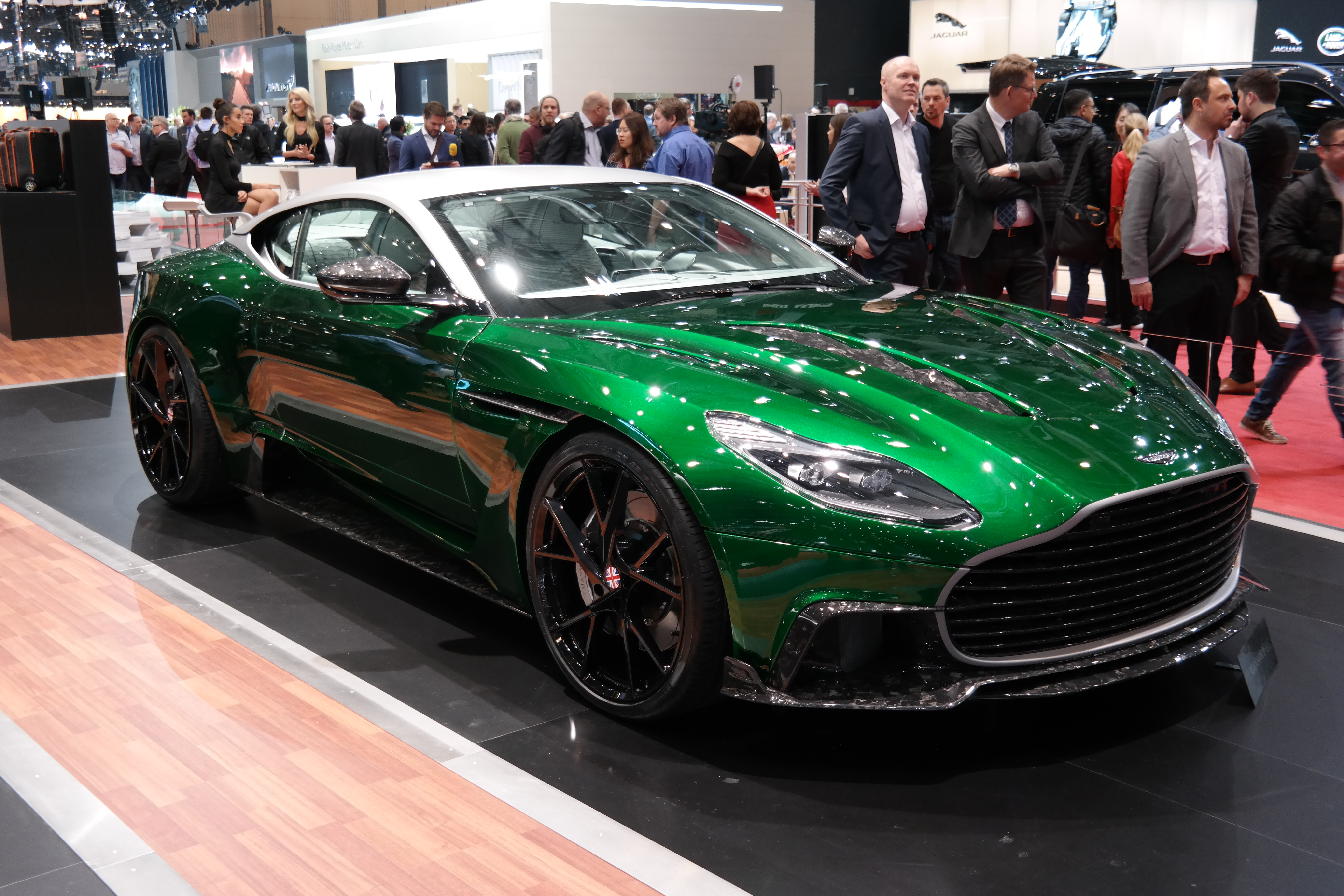
Een groene DB11 op het autosalon van Genève (2018)
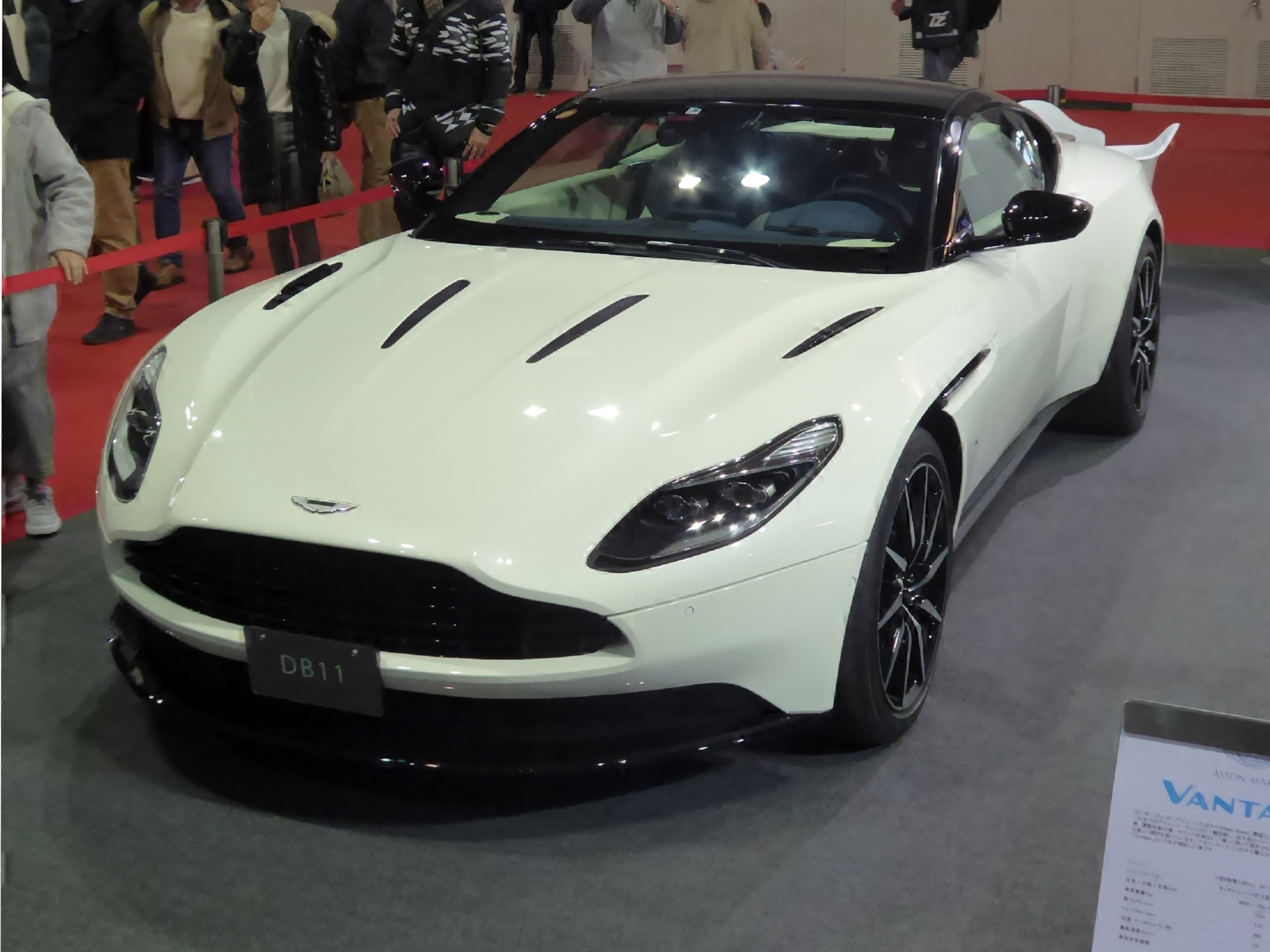
De voorkant van een witte DB11 V12
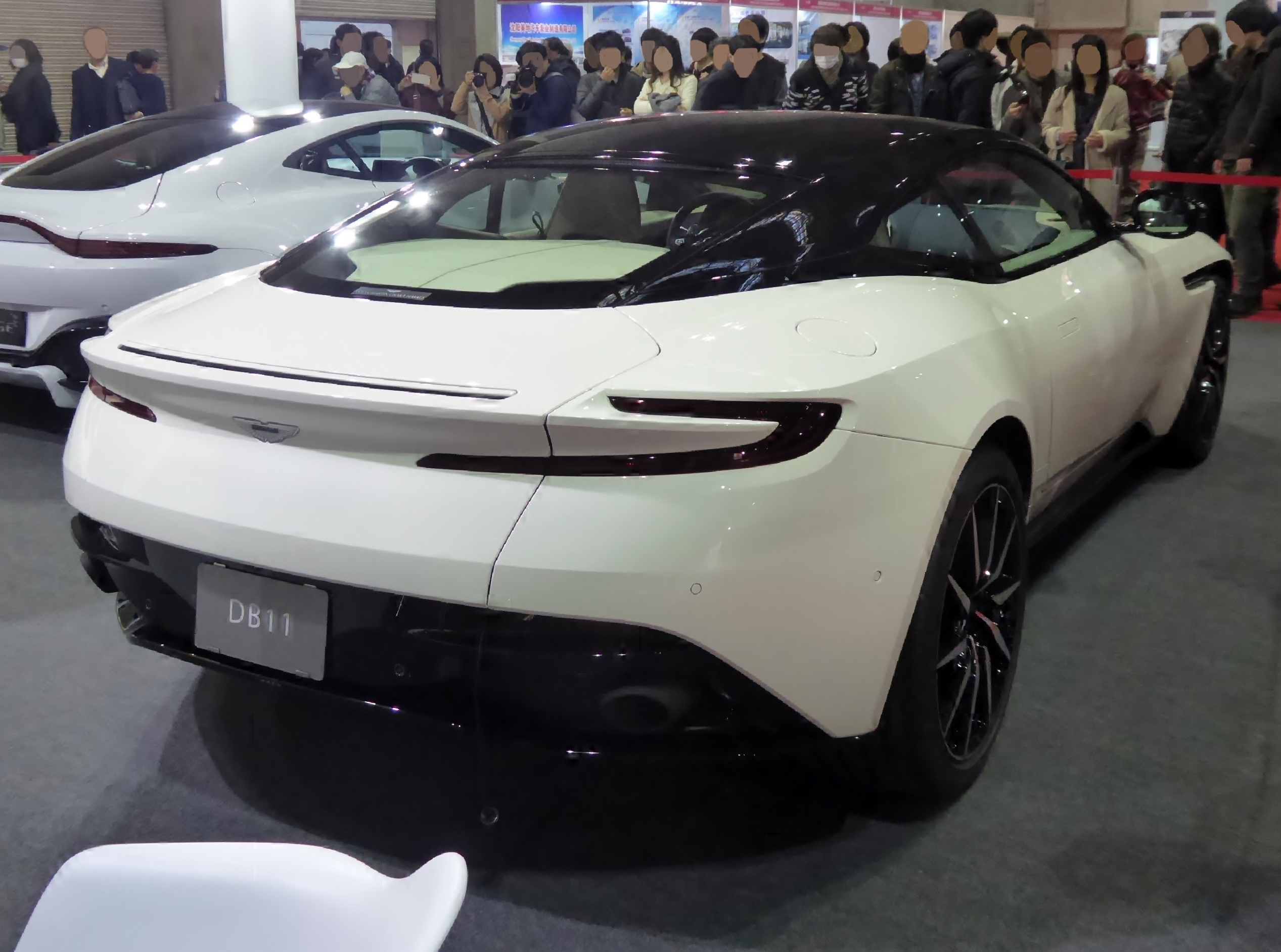
De achterkant van een witte DB11 V12
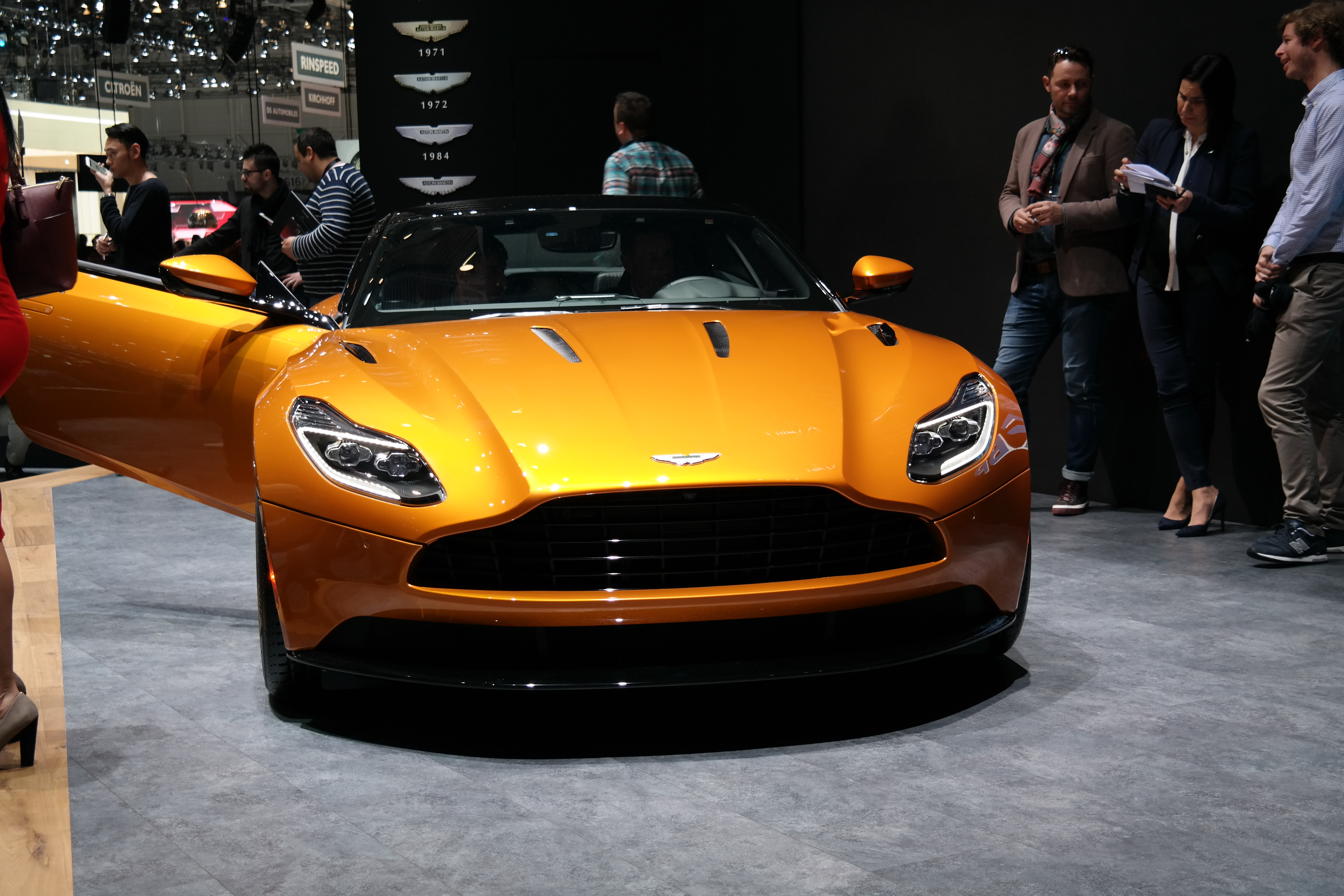
Een DB11 op het autosalon van Genève
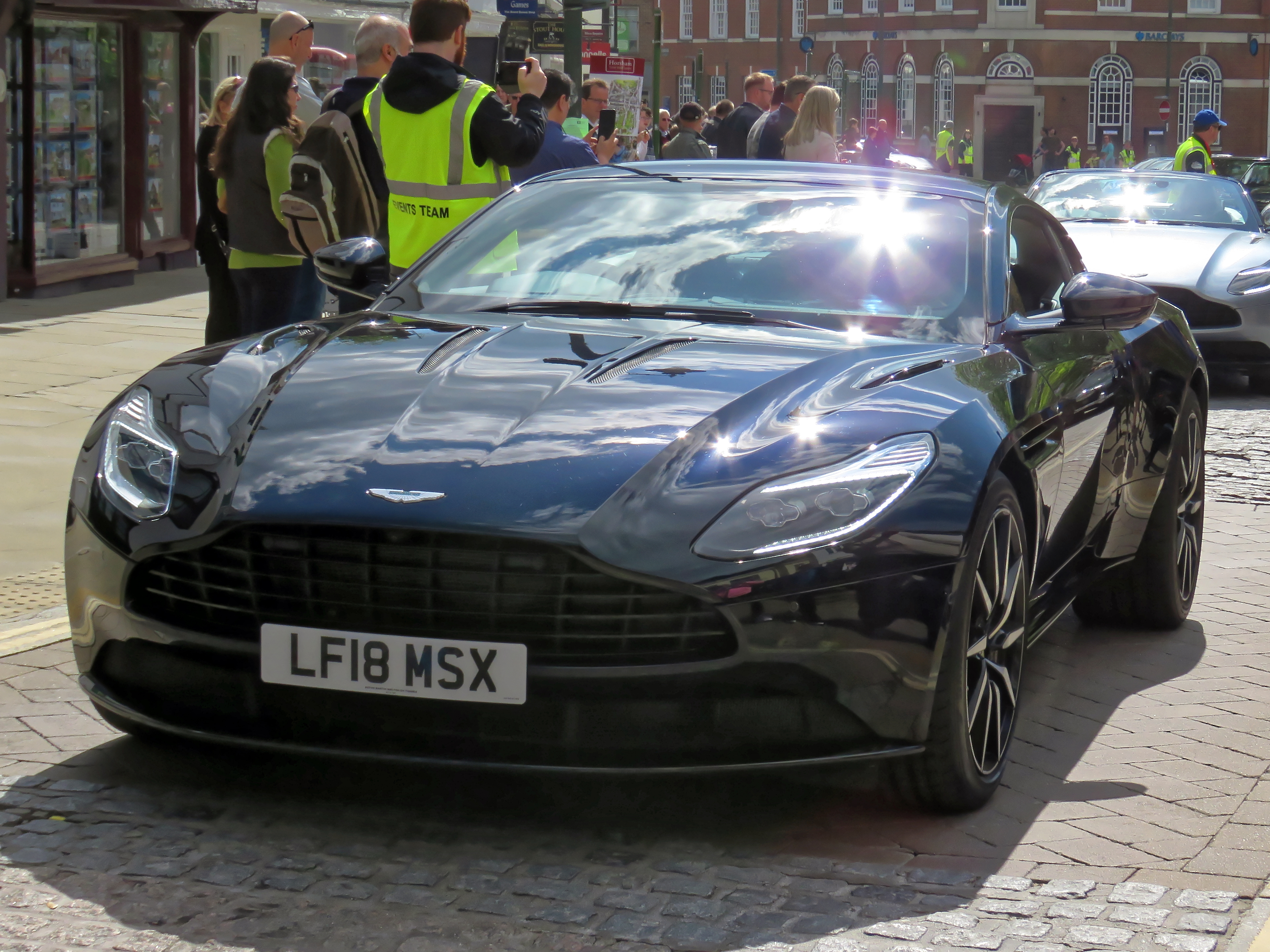
Een DB11 V12
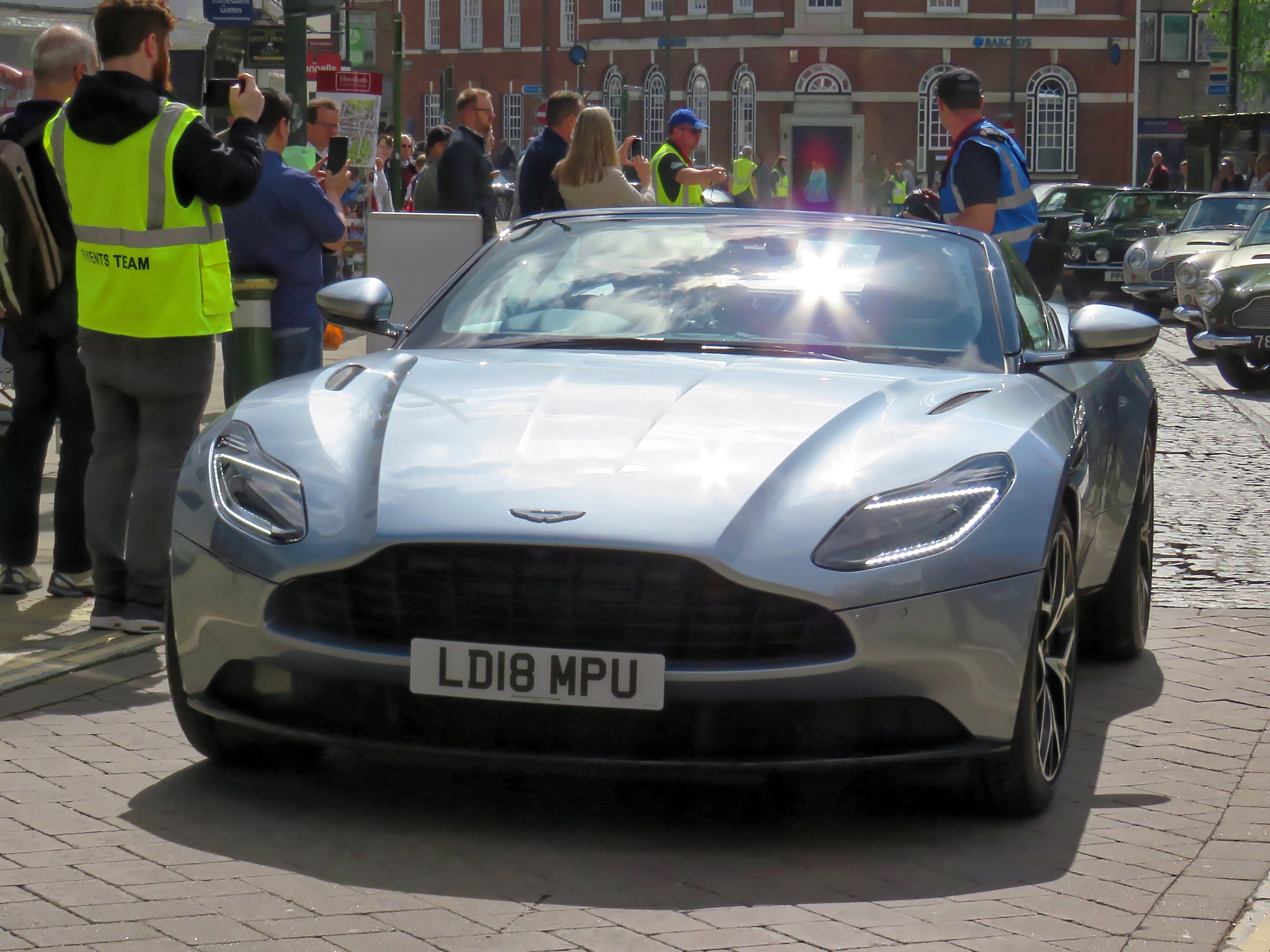
Een DB11 V8
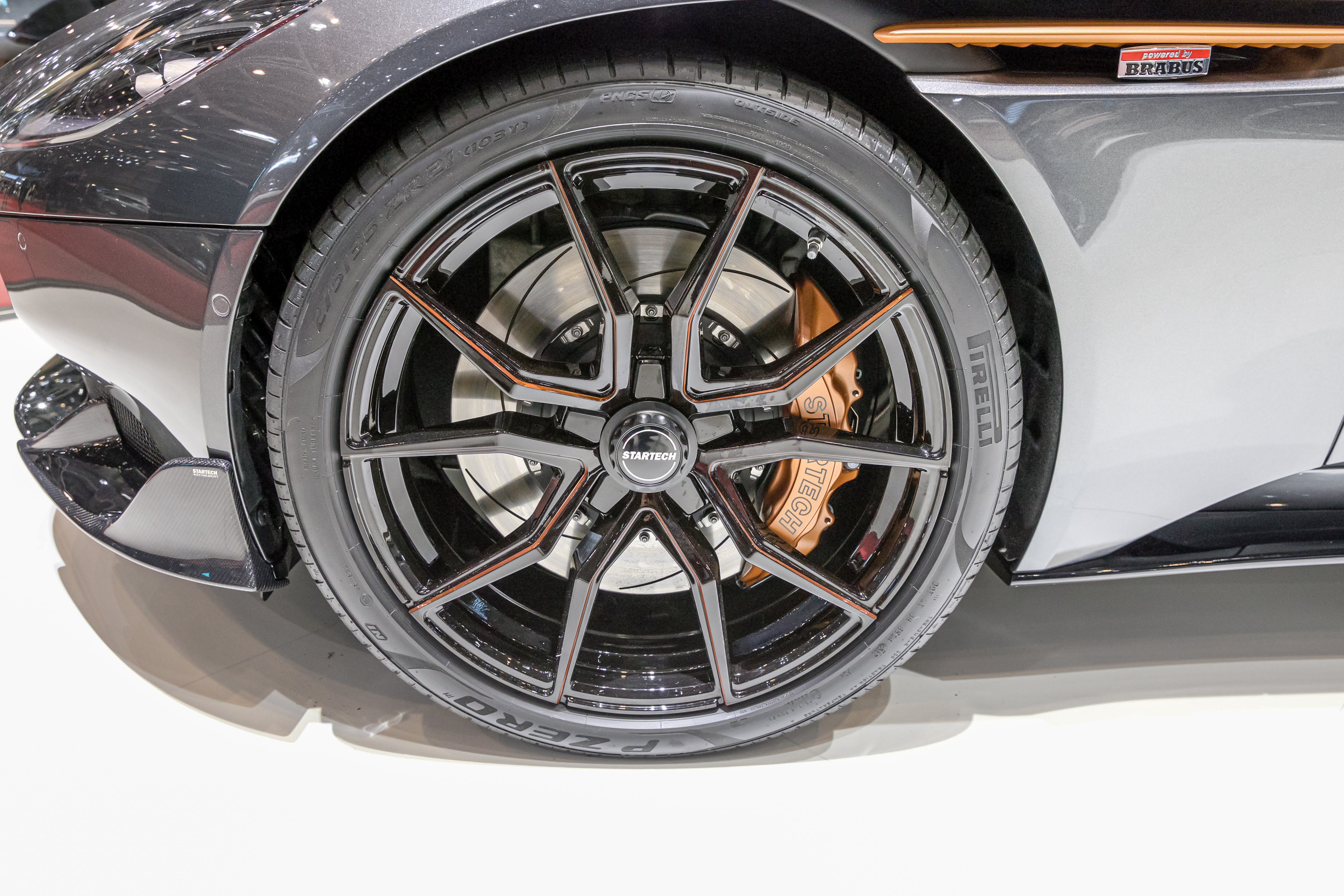
Een van de wielen van een DB11
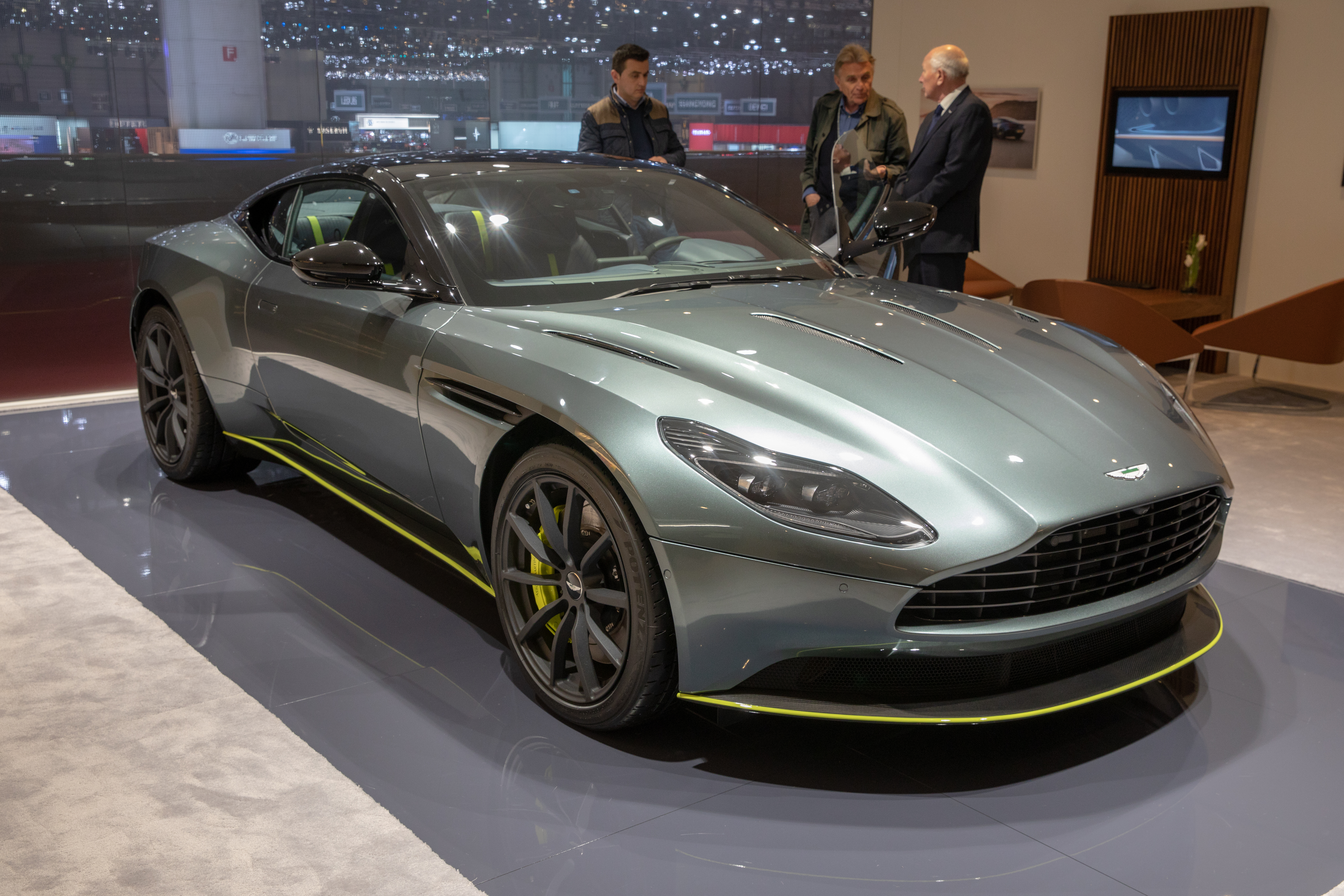
De voorkant van een DB11 AMR
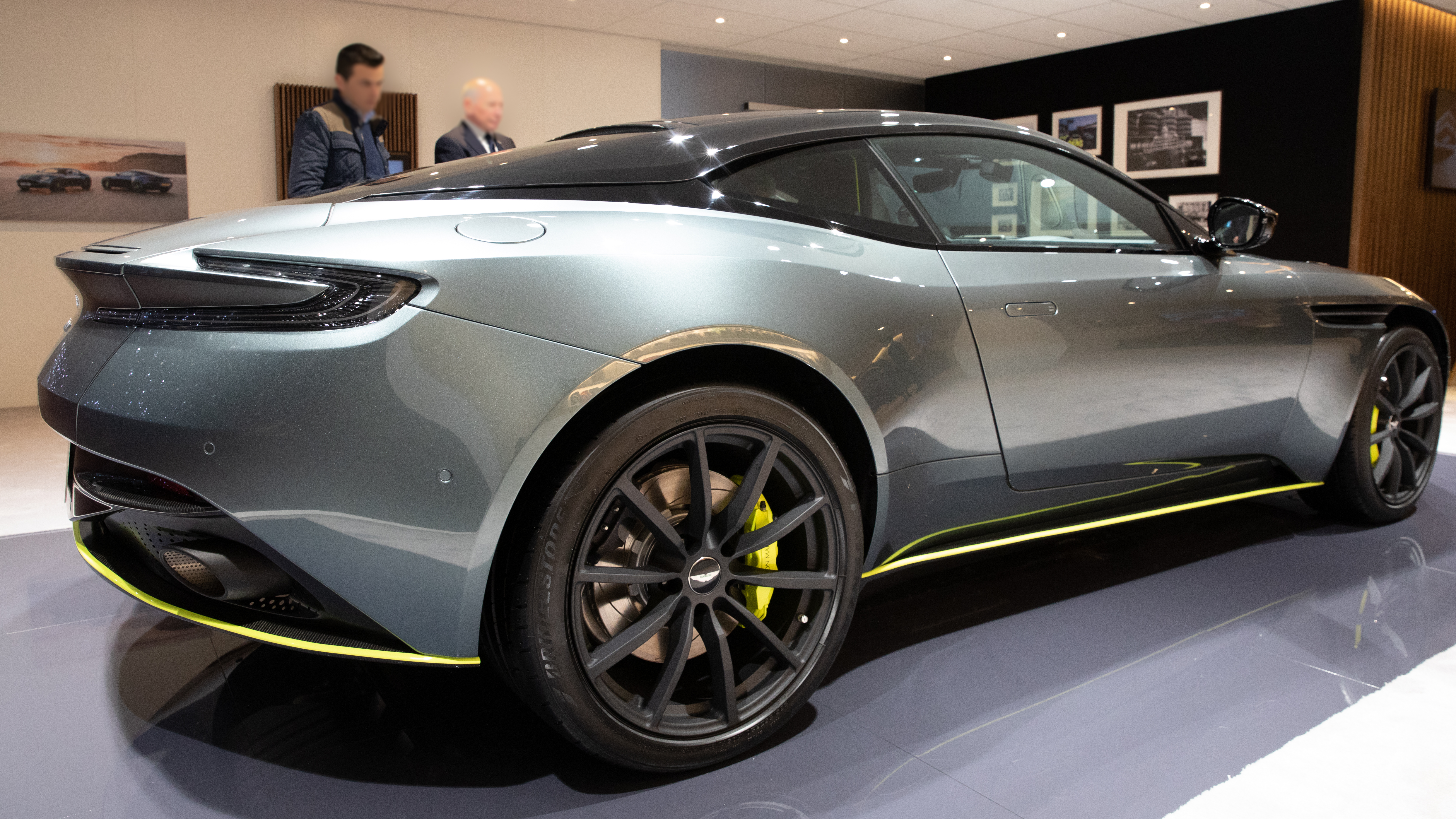
De achterkant van een DB11 AMR